# يويتشيرو أوميهارا
يويتشيرو أوميهارا (梅原裕一郎 أوميهارا يويتشيرو) هو مؤدي أصوات ياباني ولد في 8 مارس 1991 في محافظة شيزوكا.

## أدواره في الأنمي

### مسلسلات أنمي تلفزيونية
- نادي ثانوية الوسيمين للدفاع عن الأرض LOVE! - إن يوفوين
- نادي ثانوية الوسيمين للدفاع عن الأرض LOVE!LOVE! - إن يوفوين
- حالة حوض الإستحمام في منزلي - واكاسا
- بياض الثلج ذات الشعر الأحمر - ميتسوهيدي
- سيراف النهاية - رينيه سيم
- سيراف النهاية: معركة ناغويا - رينيه سيم
- أكويريون لوغوس - هاياتو كوجو
- غاتشامان كراودز إنسايت - ريزومو سوزوكي
- فتيان الوسائد - ريوشي ثيودور إموري
- ميليون دول - ريوسان
- يونغ بلاك جاك - كوروؤو هازاما
- البدلة المتنقلة جاندام: أيتام الدم الحديدي - يوجين سفن ستارك
- غيت: قوات الدفاع الذاتي تقاتل في أرض أخرى - ديابو
- بوكيمون إكس/واي - أورسون
- النمر المقنع W - تاكوما فوجي/تايغر ذا دارك
- ماجيكيون! رينيسانس - تيكا إيتشيجوجي
- معركة الأبراج - أوشي
- رحلة كينو (2017) - شيزو
- دارلينغ إن ذا فرانكس - غورو (الصوت الأول)
- كاليغولا - إيزورو مينيزاوا (الصوت الأول)
- هاكيو هوشين إنغي - إيغو
- حرب الكواكب: الأطروحة الجديدة - أركان
- أكاديمية جليسي الأطفال - هاياتو كاميتاني
- كابتن تسوباسا - كين واكاشيمازو
- بلاك كلوفر - مارس
- آيدولماستر سايد إم - كيوجي تاكاجو
- بلانيت ويث - هيديو توراي
- باتيري - كازوكي كايونجي
- قاتل الغوبلن - قاتل الغوبلن
- أهلا بكم في صف سياسة الجدارة - مانابو هوريكيتا
- البطل الحذر - سيا ريوغوين
- أكوداما درايف - الساعي
- قسم تصميم الخلق - كيمورا
- سكيت-ليدينغ ستارز - إيزومي هيميكاوا
- شادوفرس - شيرو كيرياما
- فريق الإطفاء الناري - توجو
- 2.43: نادي الكرة الطائرة للفتيان في ثانوية سيين - ميساو آوكي
- أهيرو نو سورا - شيغينوبو ياكوما
- إس إس إس إس.داينازينون - كويومي ياماناكا
- مكتب نقار الخشب للتحقيق - ساكوتارو هاغيوارا
- إيسيكاي كوارتيت 2 - سيا ريوغوين
- فروتس باسكت 1st season - كورينو سوما
- فروتس باسكت 2nd season - كورينو سوما
- فروتس باسكت The Final - كورينو سوما
- صف الجواسيس - كلاوس
- بليتش: حرب دماء الألف عام - يوغرام هاشفالث
- هاي كارد - فيجاي كومار سينغ
- ليجند أوف مانا The Teardrop Crystal - روري
- فصل التجسس - كلاوس

### أنمي الإنترنت
- سورد غاي ذي أنيميشن - سيا إيتشيجو
- غزاة ناطحات السحاب - سنايبر كامن
- مغامرة جوجو الغريبة: ستون أوشن - ويذر ريبورت

### أفلام أنمي
- البدلة المتنقلة جاندام ناريتيف - زولتان أكانين
- قاتل الغوبلن GOBLIN'S CROWN - قاتل الغوبلن

## أدواره في ألعاب الفيديو
- آيدولماستر سايد إم - كيوجي تاكاجو
- نادي ثانوية الوسيمين للدفاع عن الأرض LOVE!GAME! - إن يوفوين

## أدواره في الدبلجة اليابانية
- صرخة الرعب - زاك كوبر

## وصلات خارجية
- يويتشيرو أوميهارا على موقع IMDb (الإنجليزية)
- يويتشيرو أوميهارا على موقع ألو سيني (الفرنسية)
- يويتشيرو أوميهارا على موقع ميوزك برينز (الإنجليزية)
- يويتشيرو أوميهارا على موقع قاعدة بيانات الفيلم (الإنجليزية)
- يويتشيرو أوميهارا على موقع كينوبويسك (الروسية)
- يويتشيرو أوميهارا على موقع ANN person (الإنجليزية)